# Aglaia rufinervis
Aglaia rufinervis är en tvåhjärtbladig växtart som först beskrevs av Carl Ludwig von Blume, och fick sitt nu gällande namn av Bentvelzen. Aglaia rufinervis ingår i släktet Aglaia och familjen Meliaceae. Inga underarter finns listade i Catalogue of Life.